# Тельмановский сельсовет (Башкортостан)
Тельмановский сельсове́т (баш. Тельман ауыл советы) — упразднённая в 2004 году административно-территориальная единица и сельское поселение (тип муниципального образования) в составе Бижбулякского района.

## Состав сельсовета
К 2004 году Тельмановский сельсовет включал:
| №  | Населённый пункт   | Тип населённого пункта       | Население |
| -- | ------------------ | ---------------------------- | --------- |
| 1  | Алексеевка         | деревня                      | ↘303      |
| 2  | Барш               | деревня                      | ↘119      |
| 3  | Бижбуляк (часть 2) | село, административный центр | ↗6626     |
| 4  | Верхняя Курмаза    | село                         | ↘53       |
| 5  | Елбулак-Матвеевка  | село                         | ↘371      |
| 6  | Ибрайкино          | деревня                      | ↘20       |
| 7  | Ивановка           | деревня                      | ↘60       |
| 8  | Калиновка          | деревня                      | ↗109      |
| 9  | Кандры-Куль        | деревня                      | ↘131      |
| 10 | Лассирма           | деревня                      | ↘17       |
| 11 | Пчельник           | деревня                      | →56       |
| 12 | Седякбаш           | деревня                      | ↘428      |

## История
В 1981 году населённые пункты входили в Бижбулякский сельсовет, а на месте будущего Тельмановского сельсовета действовал колхоз им. Тельмана.
Упразднён путём объединения с Бижбулякским сельсоветом согласно Закону Республики Башкортостан «Об изменениях в административно-территориальном устройстве Республики Башкортостан, изменениях границ и преобразованиях муниципальных образований в Республике Башкортостан» от 17 декабря 2004 года  N 125-з:

171. Объединить Тельмановский и Бижбулякский сельсоветы Бижбулякского района с сохранением наименования Бижбулякский сельсовет с административным центром в селе Бижбуляк, исключив Тельмановский сельсовет из учетных данных.